# جوزيف هايدن
جوزيِفْ هايدِن (بالألمانية: Joseph Haydn)‏، (1732-1809 م) مؤلف موسيقي ولد في مدينة روهو في النمسا، اكتشفت عبقريته وهو ما زال في أول سنيّ حياته. لحن أول مقطوعاته الدينية في سن العاشرة. في عام 1766 أصبح هايدن قائداً لأوركسترا الأمير استراهازي وبقي ما يقرب الأربعين عاماً. بعد موت الأمير استراهازي رحل هايدن إلى لندن ليقود بضع حفلات. ثم عاد إلى فيينا، وكتب نشيد ليحفظ الله القيصر الذي أضحى بعد ذلك النشيد الوطني النمساوي. عاد هايدن إلى لندن ليكتب مقطوعتين دينيتين شهيرتين وهما أوراتوريو «الخلق» وأوراتريو «الفصول». منحته جامعة أكسفورد لقب دكتور في الموسيقى. يعد من أهم الأشخاص الذين قاموا بتطوير الآلات الموسيقية، وقد أطلق عليه اسم أبي السمفونية لأنه قام بتطويرها من الشكل البسيط القصير التأليف الموسيقي إلى الشكل المطول المستخدم مع الأوركسترا الطويلة، كتب أكثر من 80 مقطوعة رباعية ما زال العديد منها يحظى بشهرة واسعة مثل «الطائر» (1781), ويعد الموشحان اللذان خلفهما من أفضل ما قدم وهما «شروق الشمس» (1799) و«الإمبراطور» (1799)، كما كتب هايدن أوبريتات وأعمالاً صوتية أخرى.

## مقدمة

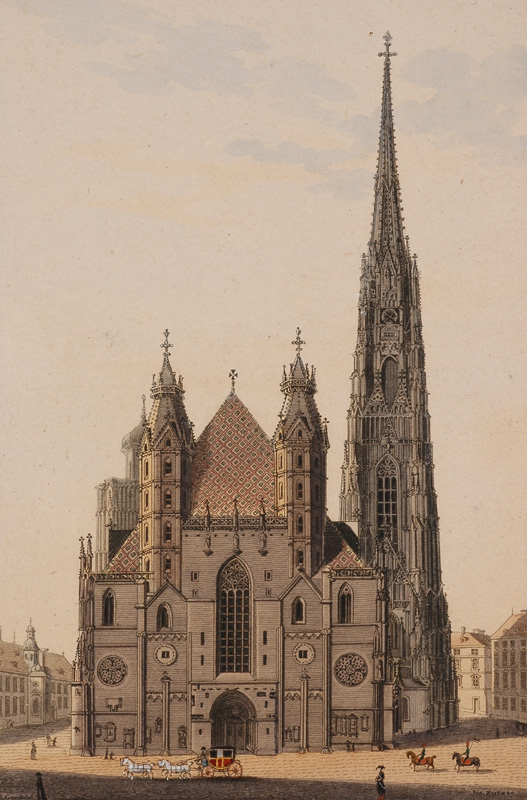
كاتدرائية سانت ستيفن، فيينا

كان التاريخ يميل لتذكر جوزيف هايدن بطريقة أبوية بوصفه "أبو السيمفونية” و"أبو الرباعية الوترية” وبالاسم المستعار «بابا». في الواقع لم يكن هايدن أبا السيمفونية الكلاسيكية ولا الرباعية الوترية ولا كان والد أحد من الأبناء (حيث أنه لم يتزوج). ينبع الاسم من شخصيته، التي كانت هادئة وسخية وأبوية، ومن أثره الهام على كل الموسيقى الغربية. كل مؤلف من ذلك الحين مدينا له، وكل موسيقي يعتبر من أبنائه بشكل أو بآخر.
رغم أن موسيقاه مبتكرة ومتقدمة بشكل رائع، هي لا تحمل تلك الصفات. في الظاهر تبدو مثل العمل غير المدعي لرجل غير مدعي. أيضا مجموع إنتاجه الذي تظهر فيه الموهبة يظل غامضا، فالعديد من أوبراته وكونشرتاته وسيمفونياته ومقطوعات لآلات قديمة لم تتجاوز عصرها وسياقها. لكن ما يبقى في برامج الحفلات الحديثة كبير بما يكفي لأي مؤلف. مباهج هايدن في أفضل حالاتها تتمثل في التحول المدهش، وسرور شخص اعتقدنا أنه يمكن التنبؤ بما يفعله فجأة يبتعد عن التحفظ ليصير عاطفيا. مع هايدن يجب أن تنصت: تنصت للحن الصغير المتواضع الذي يثمر عن تنويعات سخية، تستمع للنهايات الزائفة والدعابات الأخرى، تستمع لما هو متوقع ثم لبهجة ما لا يمكن توقعه.

## حياته

### السنوات الأولى
ولد فرانز جوزف هايدن في روراو بجنوب النمسا في 31 مارس 1732 وهي الابن الثاني من 12 طفل لماتياس هايدن الذي يعمل موسيقي هاوي. في طفولته أبدى جوزيف حبا هائلا ومهارة في الموسيقى، حيث كان يردد أغاني موالده ويقلد حركات عزف الكمان. أخيرا جي إم فرانك وهو ابن عمه الذي كان يعمل ناظرا اتخذ خطوة فأخذ الصبي البالغ خمس سنوات ووعد بتعليمه الموسيقى. فعل فرانك ذلك على مدى الثلاثة أعوام التالية لكن ليس بكرم ويذكر جوزيف أنه كان «يجلد أكثر مما كان يأكل» من ابن عمه. لكن غنائه لفت الانتباه وحين بلغ جوزيف الثامنة قبل القائد الموسيقي ريتر في كاتدرائية سانت ستيفن في فيينا كمنشد في الجوقة.
هناك حصل جوزيف على الخبرة العملية في الموسيقى كمغني صولو رئيسي في الجوقة وتحمل المزيد من الانضباط الصارم. أخوه مايكل الذي أصبح كذلك منشد هام انضم له كمنشد صولو. يبدو أنها كانت حياة سيئة لفتيان المنشدين في الجوقة فكان على جوزيف الغناء في الشارع ليكسب عدة بنسات لشراء الطعام. وما زال يتلقى التعليم العام وأيضا التدريب على الغناء والكمان والهاربسكورد.

### محاولاته للعمل
وفي عام 1749 بعد أن تغير صوته اتجه هايدن للشارع مع القليل من الملابس على ظهره. وجد المسكن مع منشد كان زميلا سابقا له، فبدأ يقدم دروس الموسيقى حيث كان يعزف الموسيقى في الشارع ليجني عيشه أثناء التدرب والدراسة بكثافة بمفرده. وأصبح مصمما على اتخاذ مهنة مؤلف موسيقي. كان مدرسيه الأساسيين موسيقى كارل فيليب إيمانويل باخ والتمارين الكونترابنطية لفاكس الذي درب أجيال من المؤلفين. أخيرا كان لديه طلاب عددهم كاف ووظائف في عزف الموسيقى ربما تكفي لتأجير غرفة في السقيفة وشراء هاربسكورد مستعمل ويبدأ في شق طريقه بجدية.
لم يستغرق الأمر وقتا طويلا. في أوائل 1751 بعد عامين من مغادرة سانت ستيفن وهو لا يملك شيئا جذب انتباها كافيا لتلقي تكليف بكتابة أوبرا كوميك أنتجت في فيينا ولاحقا في أنحاء أوروبا (فقدت الآن). عدا ذلك حول مقطوعات صغيرة عملية مثل الرباعيات الوترية والدفرتمنتو التي كانت الشكل الشائع في عصره. وهي أنغام تصاحب الأثرياء في عشائهم ووسائل تسليتهم.
ربما السنة الفاصلة في حياة هايدن كانت 1754 حين صار مطربا مصاحبا وطالب وخادم للمؤلف الإيطالي ومدرس الغناء نيكولا بوربورا. رغم أن هذا المستخدم كان بخيل ومؤذي قدم لهايدن دروسا قيمة في اللغة الإيطالية والموسيقى وقدمه للنبلاء. كما سيفعل هايدن طوال حياته أدى دور الخادم وحافظ على طموحه في الرأي وتحمل ما عليه تحمله. وكما كان طوال حياته تقاضى أجره عن الصبر والعمل: ففي عام 1759 حصل على وظيفة مدير موسيقى للكونت مورزين الذي كتب له سيمفونيته الأولى في سن 27. أكثر من 100 سيمفونية تلت ذلك خلال الثلاثة عقود التالية.

### سنوات العمل كمدير موسيقي
قرب هذا الوقت صار هايدن محبوبا من كل طلابه، وكرجل عامل الآن شعر قادر على طلب يدها. لكن قررت السيدة الالتحاق بالدير بدلاً من ذلك. حين اقترح والدها على هايدن الزواج من الأخت الكبيرة آنا ماريا سرعان ما وافق لكن لسوء الحظ، فكان آنا ماريا زوجة شرسة ومسرفة وغير مبالية لمهنة زوجها قال هايدن لاحقا: «كان الأمر سيان بالنسبة لها سواء كان زوجها صانع أحذية أو فنان». أحيانا كانت تمزق مسوداته لتلف بها شعرها. بعد عدة سنوات انفصلا لكنه واصل إعالتها باقي حياتها. كما اتضح أنه كان قادر ماليا على ذلك.

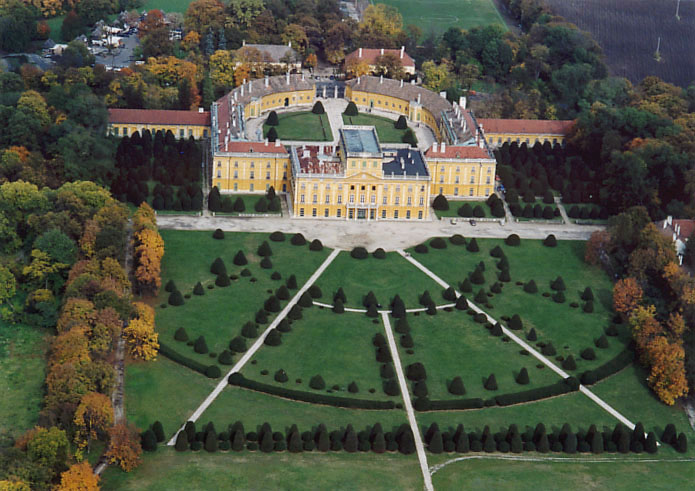
منظر قصر إسترهازي

حين أفلس الكونت مورزين وكان عليه إقالة الموسيقيين سنة 1761، عينه الأمير المجري بول أنطون إسترهازي ليصبح نائب القائد الموسيقي لمؤسسته الموسيقية الخاصة. كانت هذه وظيفة جيدة رغم أن وضعه كان وضع خادم. مرتان في اليوم كان على هايدن الظهور مرتين بالزي الرسمي أمام الأمير ليتلقى منه الأوامر.
ضمن نصوصه ذكر العقد أن «المذكور هايدن لا بد أن يكون متسامحا، ولا يظهر نفسه متحاملا تجاه الموسيقيين. المذكور جوزيف هايدن سيراعي أن يرتدي جوارب بيضاء وحلة بيضاء وباروكة. لا بد أن يتحكم في نفسه بشكل يقتدى به، ويمتنع عن أي ألفة غير مناسبة ومن البربرية في تناول الطعام والشراب والحديث». أطاع هايدن؛ قدم نفسه كما يجب وكان مثالي وزاهد. في المقابل تلقى الفرصة ليجعل نفسه فنان. التحق بخدمة أسرة إسترهازي كمؤلف تقليدي من مرتبة دنيا؛ بعد ثلاثين سنة أصبح عبقري شهير في العالم كله غير وجه الموسيقى. هذا الخادم أيضا ضمن للمنزل الشهير لإسترهازي الأهمية الوحيدة في التاريخ: كمدير جوزيف هايدن.
توفي الأمير بول سنة 1762 وخلفه الأمير نيكولاس إسترهازي المسمى بالعظيم بسبب البذخ في زيه الموشى بالألماس والقصر الكبير في الريف المعروف بقصر إسترهاز الذي بناه على نموذج فرساى. هناك عاش هايدن في ثلاث حجرات في جناح الخدم، متبعا روتين يومي قلما يختلف كان يتضمن ثمانية ساعات من التأليف. كان يبتكر كما يفعل الطاهي – إمدادات سريعة متاحة للاستهلاك اليومي. إذا لم يتمكن من المجئ بفكرة كان يدعو لحين تظهر واحدة ثم يعمل بجد على آلة الهاربسكورد.
كانت مهامه خارج الحجرة تكفي لاستهلاك طاقة معظم البشر. أصبح قائد الفرقة الموسيقية عام 1766 وكان مسئولا عن كل الأنشطة الموسيقية والموسيقيين والآلات في القصر. قصر إسترهاز كان به مسرح أوبرا ومسرح ماريونيت وقاعتين حفلات وأوركسترا مكون من 25 عازف وفرقة أوبرا مكونة من 12 شخص. كان على هايدن إعداد وقيادة حفلتين لموسيقى الآلات وأمسيتين للأوبرا كل أسبوع. كان متوقع أن يكون قدر كبير من الموسيقى لهذا العرض أن يكون العمل الجديد الذي يقوم به على مدى السنوات قدم 75 أوبرا لمؤلفين آخرين. في الواقع كان إسترهيز أحد المراكز الأساسية للأوبرا في أوروبا. لمعظم حياته اعتبر هايدن نفسه أساسا مؤلف أوبرا.
أحد مزايا هذه المجموعة من المسئوليات هو أن هايدن امتلك عازفين متاحين لقراءة النوتة مجرد جفاف الحبر. أحيانا يبرز من مكتبه ويجمع الأوركسترا ليجرب فكرة ما ثم يعود للعمل. في فقرة شهيرة كتب عن هذه التجربة: «كان أميري دائما راضي عن أعمالي. لم أحصل فقط على تشجيع الموافقة المستمرة لكن كمايسترو للأوركسترا يمكنني إجراء التجارب ومراقبة ما يحدث اثر وما يضعفه وبالتالي في موقف للتحسن والتعديل وعمل إضافات أو تقصير وأكون جرئ قدر ما يسعدني. ابتعد عن العالم، لا يوجد أحد يشوشني أو يعذبني وأجبرت أن أصبح مبتكر».
قبل عام 1765 فقط بعد أربع سنوات من بدء هايدن العمل لأسرة إسترهازي عمله كان منتشرا بشكل واسع ويعرض بانتشار حتى أن الصحيفة الفيناوية أطلقت عليه «الموسيقي المحبوب للدولة». وظل كذلك لباقي حياته. في نهاية إنتاجه وصل إلى 108 سيمفونية و 68 رباعية وترية و 47 سوناتا للبيانو و 26 أوبرا (ضاع منها 11 الآن) و 4 أوراتوريو ومئات المقطوعات الأصغر التي تشمل نحو 200 عمل لآلة وترية تعرف باسم الباريتون التي عزفها الأمير نيكولاوس. مجموع الإنتاج المذهل كان مكتوب بالنظام في قصر إسترهاز.
مرت السنوات بهدوء وإنتاج واجتهاد وبرضا كبير. كان هايدن عبد فعلي في قصر موشى لكنه كان يفعل ما يريد عمله والحصول على الإشادة المناسبة لذلك. كان البعد والابتكار مشع بأسلوب هايدن – بعناية وتروي. سواء عرف أم لا (في قصر إسترهيز سمع أصداء بعيدة فقط لأثره على العالم) كان الشخص الأساسي في تكوين أذواق وتقنيات عصره وإلى حد واضح من المستقبل. وشعبيته صارت كبيرة حتى أن صناعة تطورت بين مؤلفين يقلدون هايدن وما زال علماء الموسيقى يحاولون التخلص من هذا التشويش.
مؤلفو الركوكو أمثال سمارتيني وستاميتز اشتقوا النوع المعروف بالسيمفوينة أساسا من افتتاحية الأوبرا الإيطالية التي تحمل نفس الاسم إضافة إلى عناصر من متتالية الرقص. ورث هايدن هذا الشكل الخفيف من ثلاث حركات كانت مدونة للوتريات وأحيانا لآلتي نفخ أو ثلاثة وأثناء مشواره الفني جعلتها الشكل الأوركسترالي أكثر مرونة واتساعا وهام في الموسيقى الغربية. في سيمفونيته الثالثة بدأ بانتظام ليستخدم المنويت كالحركة الثالثة عادة من أربع حركات. هذه اعتمدت على رقصة كانت منتشرة لقرن أن نحو هذا جعلها المؤلفون الأوائل مقطوعة آلية غير وظيفية. تناول هايدن المنويت بتنوع واسع على مدار السنوات، عدة مرات زاد من السرعة وسماه اسكرتزو وهو تناول جعله بيتهوفن لاحقا التقليد السيمفوني.
أثناء هذا ملأ هايدن الحركات السيمفونية بتنوع تعبيري لم يعرف من قبل في موسيقى الآلات. تخلص من الباص المستمر في عصر الباروك ووسع أدواته إلى ما كان عمليا في بعض سيمفونياته الأخيرة الأوركسترا الحديثة – آلتين فلوت وأوبوا وكلارنيت وباصون وهورن فرنسي وترومبت (بيتهوفن أضاف الترومبون) والتمباني وقسم الوتريات (الكمان الأول والثاني والفيولا والتشيللو والباص). عدد الوتريات تنوع من 12 عمل أو نحو هذا في قصر إسترهيز لأكثر من ستين في المجموعة التي كتب لها سيمفونيات باريس.
في مسألة التعبير انتقل هايدن بعيدا عن مبدأ الباروك للعواطف الذي جعل كل حركة أو آريا تقتصر على مزاج واحد فقط ومجموعة واحدة من الأفكار الموسيقية. بدلا من ذلك بحث عن التنوع الأقصى والتناقص في كل من التعبير والمادة يمكن لحركة واحد أن تملك تنوع واسع من الألحان المتناقضة والإيقاعات والتراكيب والألوان الالية والعواطف. موتسارت وبيتهوفن أخذ هذا التناقض أكثر. هايدن أصرّ أيضا على الاستعادة للموسيقى الآلية بعض العناصر الكونترابنطية التي أزالها الركوكو، سيمفونيات هايدن والرباعيات الوترية ثرية بالاتباع وأقسام تشبه الفوجة وأقسام محاكية بشكل عام. حركة سيمفونية لهايدن والتي قدمها خلفاؤه الموسيقيون أصبح كون مصغر مع عدة ظلال للضوء والظلام ربما كل شيء من المأساوي إلى الدعابة من المتعلم إلى الساذج.
للحفاظ على هذه التناقضات الجديدة كان على هايدن ابتكار أنواع جديدة من المجتمع الموسيقى. هنا حيث كان هايدن مع كل عدم فنه الظاهري واحد من أكثر المؤلفين الموسيقيين العباقرة ربما فاقه فقط موتسارت: في المسألة الصعبة لتحقيق الوحدة والاستمرار حين كانت الماة تتغير باستمرار التجاه. الحل الأساسي لهذه المشكلة كان المبدأ المعروف باسم قالب السوناتا. حلول أخرى تضمنت الفرض على النسيج الموسيقي العبارات المنتظمة للموسيقى الراقصة بدلاً من الطول غير المتوقع للجمل في الباروك رسخ هايدن ومؤلفون كلاسيكيون آخرون تقليد جمل زوجية لها مضاعفات من اثنين: جملتين من أربع مازورات تشكل جملة من ثماني مازورات، اثنين منهم 16 مازورة إلخ. لكن هذا المعيار الوحيد المتوقع بعد تثبيت ذلك التوقع لدى السماع يمكن للمؤلف الموسيقي أن يعبث بالخدع والجمل الرفيعة كما يفعل هايدن باستمرار. حين نميل لتوقع جمل لحنية منتظمة مكونة من أربع مازورات واحدة من خمس أو ثلاث مازورات تترك انطباعا مذهلا. بالمثل بسط هايدن الهارموني حتى أصبحت لمسات اللون الكروماتي أكثر تعبيرية في المنظر الطبيعي البسيط عامة.
المؤلفون الموسيقيون للاوبرا الجزء الأول من الباروك كون هموفوني، طور المؤلفون الموسيقيون الكلاسيكيون مناهج أكثر كفاءة للهموفوني. أرقام اللحن المصاحب غالبا يقع في النمط البسيط المعروفة باسم الألبرتي باص- النمط المنتظم الذي يحدد الهارموني مع الحفاظ على التدفق الإيقاعي. عكس الأسلوب اللحني المزهر والمعقد للباروك، الموضوعات الكلاسيكية تميل لأن تكون غير مدعية، اللحن الجيد دائما مرحب به لكن عامة اللحن لابد أن يقدم مادة خام للتفاعل. في الواقع الكثير من الأعمال الكلاسيكية العظيمة مثل السيمفونية البطولية لبيتهوفن ليست بها ألحان مذهلة بشكل خاص. هايدن مشهور لاستخدام ألحان شعبية في موسيقاه السيموفنية، هذه تعوض عن الأثر اللحني الرعوي الذي تسبب في وضعه بأنه سوقي في عصره والذي يلاقي تقديرا كبيرا اليوم.
كذلك كان مع كل تقاليد العبارات والهارموني والشكل وما شابه: بما أن التقاليد وضعت اسميا يمكن أن يقدم هايدن التسلية والمتعة ويذهلنا بتقسيمها. يفعل هذا بطرق رفيعة وغير رفيعة مثال على الأمر الاخير هو الانفجار المذهل الذي أعطى سيمفونية المفاجئة اسمها. لاحظنا أن كارل فيليب إيمانويل باخ أكثر غرابة بكثير من هايدن لكن هايدن يبدو أغرب لانه يقنعنا أنه تصرفاته متوقعة. حيث يكون كل شيء مدهش لا توجد مفاجآت لكن حيث تكون معظم الامور تقليدية يحتسب كل انحراف. كان يرتدي الباروكة المزخرفة وأخلاقه الموسيقية لا يشوبها شيء يحرص هايدن على مفاجئتنا حيث لا نتوقع هذا.

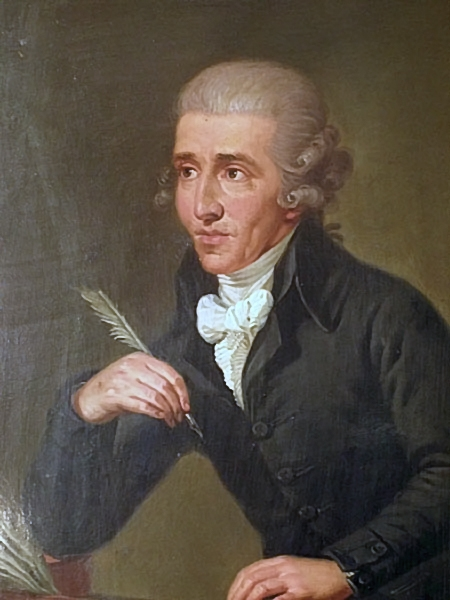
لوحة زيتية رسمها لودفيج جوتنبران لهايدن نحو عام 1770.

بالنسبة للسيمفونية كذلك مع الرباعية الوترية. مرة أخرى لم يخترع هايدن الوسيلة، قام بتحديثها. أول رباعياته مثل نماذج الركوكو هي في الأصل صولو للكمان الأول مع الكمان الثاني والفيولا والتشيللو. في رباعيات الشمس مصنف رقم 20 اخترع منهج جديد حيث كل الآلات الأربعة تعامل بالمثل تقريبا في النسيج الموسيقى. الرباعيات الروسية مصنف رقم 33 اتخذت هذا المنهج أكثر حيث أضافت تطور لحني أعمق. ورث هايدن الرباعية الوترية كنوع يقرب قليلا من متتالية الباروك، جعلها أداة فائقة لموسيقى الحجرة وأكثر حميمية من أنواع موسيقى الآلات. من عصره حتى اليوم الحالي، مال المستمعون إلى سماع رباعيات المؤلف كمقطوعات تنبع مباشرة من القلب كما هي غالبا.
كل التجريد والتبسيط في العصر الكلاسيكي لم يتم لموسيقى أبسط من الباروك. تحتاج الموسيقى للبساطة من أجل الشمول والتعقيد من أجل العمق والتحمل والنظام الفعال. تترك فرق أقل حيث تكمن البساطة والتعقيد مما كانوا هناك. باخ معقد بشكل مذهل على السطح البوليفوني لكن تحت السطح كل التصميم سلس. هايدن وموتسارت يبدو بسيط لأن السطح يبدو بهذه الطريقة لكن تحت ذلك السطح يكمن التعقيد الهائل للشكل وتطور التنظيم حيث يسخر تنوع غير مسبوق للمادة. الفرق جميل لي كان الباروك يهدف لانطباع عظيم ورائع. الكلاسيكي لانعدام الفن الذي يخفي الفن والسخرية دون ادعاء التي تخفي شعورا عميقا. أمجاد الجوانب الجمالية الكلاسيكية كانت السيمفونية والرباعية الوترية والكونشرتو الصولو والسوناتا – الأنواع الآلية الأكثر ثراء ومرونة وتفوق التي ابتكرت أبدا – وقالب السوناتا التي أسست عليه كلها.
مع النجاة في العزلة لعقدين هايدن سنة 1781 التقى بقرينه الوحيد في ذلك الوقت – موتسارت. الأستاذ البالغ 49 سنة والعبقري البالغ 25 سنة صارا أصدقاء بشكل وثيق. بعد ذلك أثر كل منهما على الآخر ومعا شكلا وصقلا الأشكال الموسيقية التي تسود المستقبل. مثال الرباعيات الروسية لهايدن أدت إلى ست رباعيات أهداها موتسارت إلى هايدن ومثال سيمفونيات موتسارت ساعدت في رفع هايدن لآخر وأعظم أعماله في ذلك النوع، الاثنتي عشرة سيمفونية باسم لندن من جهة أخرى كشفت أوبرات موتسارت لهايدن أنه ليس المؤلف الموسيقي المسرحي الذي تخيل أنه كان. حيث طلب منه كتابة أوبرا كوميك سنة 1787 رفض قائلا: سأكون أجازف كثيرا فلا يمكن لأي رجل أن يقارن بموتسارت العظيم. كان هايدن الشخص المساوي الوحيد الذي اعترف به موتسارت: «هو وحده يملك سر جعلي أبتسم ويمسني لأعماق روحي». القليل من العلاقات في الموسيقى كانت بنفس دفء والدرجة المثمرة مثل هايدن – صعب الإرضاء ويحترم من أعلى منه – وموتسارت – طفولي متعجرف وعبقري دون جهد وغير قادر أن يصبح مؤلف في البلاط.
كرم هايدن لموتسارت كان ينطبق على هذا الرجل. كان طموحا لكن ليس تنافسيا، صلب في حياته لكن منفتح على أفكار جديدة. صديق رسام ترك هذا الوصف "كان هايدن قامته أقل من المتوسط. النصف الأدنى لجسمه كان أقصر من الجزء الأعلى. ملامحه منتظمة نوعا ما، نظرته مشتعلة لكن هادئة ولطيفة ومشجعة. حين كان في مزاج جاد كانت ملامحه إضافة لنظرته تعبر عن الكرامة. أنفه المعقوفة عانت من زائدة أنفية تسببت في تضخم أنفه بلا شك إضافة إلى أن باقي وجهه عليه علامة عميقة من مرض الجدري. اعتبر هايدن نفسه دميما وذكر لي اسم أمير وزوجته لم يتحملا مظهره لأنه كما قال "كنت دميم أكثر مما يمكنهما تحمله".
سواء أكان هايدن دميم أم لا كان حساسا للسحر الأنثوي وغالبا كانوا يعجبون به أيضا. في 1780 أقام علاقة طويلة مع مطربة سابقة في إسترهيز كانت العلاقة شغوفة من جانبه رغم أن اهتمام السيدة بدا أساس بماله.

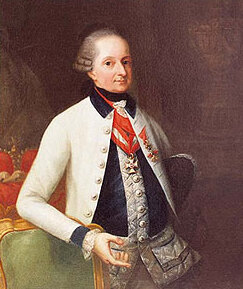
الأمير نيكولاس إسترهازي، أهمية راعي لهايدن

حياة هايدن كراهب في القصر انتهت سنة 1790 حين توفي نيكولاوس العظيم وقام خليفته بحل المؤسسة الموسيقية للأسرة. الآن كان هايدن بلا مهام فكان يمكنه الاعتماد على معاشه الكبير ودخله من النشر والطلاب. بالتأكيد لم يحزنه ترك حياته المألوفة، كتب بعد ثلاثة عقود من الخدمة دون شكوى: :«المعرفة أني لم أعد خادم أجير تعوضني عن كل مشاكلي». لكنه بدلا من التراخي انتقل لفيينا وبذل الجهد بمثابرته المعهودة.
كان يقرب من الستين لكن بعض أعظم إنجازاته كانت ماضية قدما. فترته الأخيرة للتأليف السيمفوني بدأت مباشرة بعد تقاعده حين أقنعه الناشر الموسيقي البريطاني جي بي سليمان بالمجئ للندن في سلسلة حفلات. في حفل الوداع قال موتسارت دامعا لصديقه ومعلمه، «هذا وداع لن نلتقي ثانية أبدا». كان محقا في إنجلترا العام التالي صدمه هايدن بمعرفة وفاة موتسارت.

### رحلات لندن
وصل في لندن في راس السنة 1791 وسرعان ما اكتشف لدهشته أنه لاقى معاملة بترحاب قوي كان محفوظ سابقا لهاندل. نقلت الصحف ضجة بشأن موسيقاه تدفق الزوار عبر بابه وتلقى دعوة لإقامة حفلات ومآدب كافية للملء كل يوم. هايدن هرب للريف وأكمل جدوله المعتاد للتأليف رغم الاستمرار في بذل الجهد في إقامة الحفلات. أثناء سنة ونصف من زيارته الأولى وفي زيارته الثانية في فترة 1794-1795 كتب 12 “سيمفونية لندن" أو سيمفونيات سليمان. كما أقام علاقة رومانسية مع أرملة شروتر الذي أبلغ أصدقاءه في فيينا "ما زالت جميلة رغم أنها تجاوزت الستين". بين الزيارات لإنجلترا شغل نفسه في فيينا بالتأليف والطلاب – ضمنهم عبقري شاب يدعى بيتهوفن.
الكثير من المؤلفين ركزوا على الموسيقى الدينية في وقت متأخر لا شك يأمل في حث الرب على التغاضي عن عدة خطايا. قضى هايدن 1797 و1798 في كتابة الأوراتوريو الهائل "الخلق" وهو عمل نافس في القرن التالي الأوراتوريو المنافس له وهو "المسيح" لهاندل في الشعبية. في نفس السنوات بدأ سلسلة أعمال كلفه بها نيكولاوس الثاني لكتابة قداسات، أمير إسترهازي الجديد. أغنيته سنة 1797 “فليحفظ الله الإمبراطور فرانسيس" لفخر هايدن الشديد أصبحت النشيد القومي النمساوي. (أعاد صياغته لمجموعة تنويعات في رباعية وترية، التي بالتالي سماها "الإمبراطور"). زوجته أنا ماريا – لم تتغير ولم تندم ولم تحزن – ماتت حين كانت في لندن. استقر في منزل قرب فيينا اشترته آنا ماريا في الأصل، أخبرته وهي تأمل ذلك لتقضي فترها وهي أرملة.
من 1799 حتى 1801 بدل هايدن جهدا كبيرا في أوراتوريو عظيم آخر وهو "الفصول". رغم أنه وجد وما زال يجد نجاحا شعر هايدن أنه أخذ منه الكثير لمقطوعة دنيوية مع ليبريتو ضعيف نوعا ما. في الواقع كان يؤمن أن جهد الكتابة "الفصول" أرهقه بدنيا وإبداعيا. سواء أكان هذا حقيقي أم لا، كانت تقريبا أغنية البجعة. بعد التأليف بشكل متفرق على مدى العدة سنوات التالية، استسلم. قال وهو قادم لصديقه سنة 1807: “لم أكن اصدق ابدا أنه يمكن لشخص أن ينهار تماما مثلما أشعر أني انهار الآن: ذاكرتي مضت، ما زالت أحيانا تأتي لي أفكارا جيدة على آلة الكلافيير لكن يمكنني البكاء لعجزي حتى في تكرارها وكتابتها".
خيم الحزن على سنواته الأخيرة. بسبب مرضه، لكنه كان يشعر بسعادة في التكريم الذي ناله. كل العالم بدا يعرفه بعاطفة باسم بابا. وزع ثروته على أصدقائه وعلى المتبرعين له في طفولته. كل يوم كان يجلس على آلة الكلافيير ليعزف نشيده النمساوي حيث كان يهتف بسرور طفولي حيث عزف جيدا. حين شعر بالقدرة على كان يستقبل الضيوف ويتذكر الأوقات الخوالي، حيث كان يودع زواره بقوله: «تذكروني لكل الفتيان الجميلات». في ربيع 1809 بدأت القوات الفرنسية في اقتحام فيينا ولم يتحمل هايدن الصدمة فتوفى في 31 مايو. أرسل نابليون كتيبة من القوات الفرنسية لحضور الجنازة. بعد أسبوعين عرض القداس الجنائزي لموتسارت في صلاة الجنازة. كان هايدن سيسعد بذلك لو كان علم به.

## موسيقاه

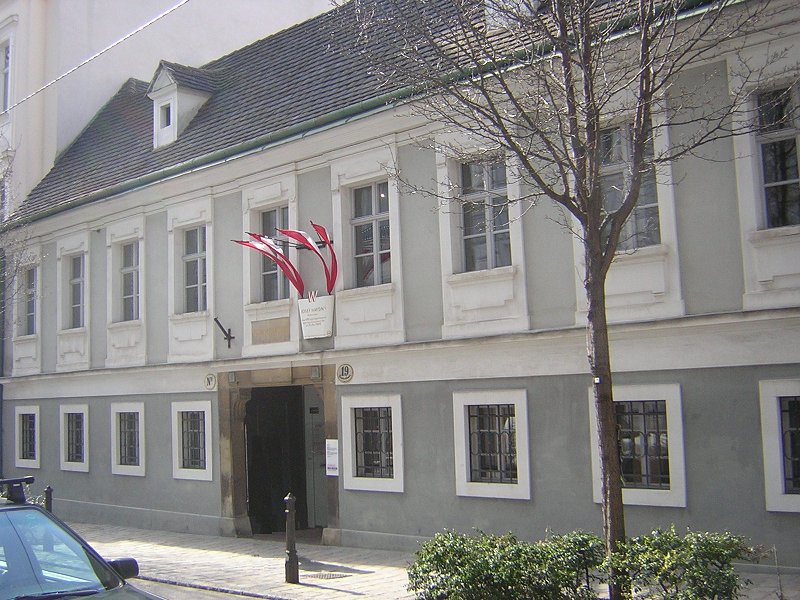
منزل هايدن في فيينا (الآن متحف في فيينا) حيث عاش في آخر سنوات من عمره.

في تتبع المسار خلال أعمال هايدن سنجد تغير مستمر وخبرة وتطور. بالنسبة لهايدن مثل المحترفين الآخرين في عصره كان التأليف الموسيقي عدة أشياء في آن واحد: فن وحرفة ووظيفة وهي وسيلة لعمل اسم في العالم يتنافس مع مئات الآخرين. الجانب الفني لا يقبل البحث لكنه مسألة إلهام هامة لا يمكن تدريسه أو تعلمه ذلك الجزء يعود للإلهام وسواء تفضله أم لا كما تشاء). بعد الحرفة هو شيء اهتم به هايدن دون تعب حيث يصقل مهاراته بانتظام لكن دون صدفة حيث تقدم على من يحاكوه.
نتائج المشوار الفني ناجحة بالمثل والموسيقى خصبة حتى يمكن لهايدن أن يكون رائع في طرق أكثر من المالية. كان شهيرا أثناء حياته كما يكن موسيقى كلاسيكي اليوم، حين يكون الميل هو لشهرة نجوم موسيقى البوب. عكس مواطنيه الفيناويين موتسارت وشوبرت، عاش هايدن في أسطورته وجنى منافع جهوده.

### الرباعيات الوترية
لا شيء في الموسيقى أفضل من رباعيات هايدن الوترية. بالتأكيد يملك باخ وبيتهوفن عمقا أكبر وموتسارت كمال سحري أكبر. مع ذلك هايدن يمكنه الوصول إلى مستواهم أحيانا لأنه كان جيد في كل شيء فكان لديه تنوع أكبر في الحركة وأصالة أكثر من باخ أو موتسارت وكان ملحن جيد كبيتهوفن ويضاهي أي شخص كمهندس للقوالب الموسيقية.
أخذ الرباعية الوترية كمظهر لمتتالية الرقص في عصر الباروك القديمة وطورها كنوع طموح يشبه السيمفونية والسوناتا. الرباعية الوترية الحديثة تبدأ بمجموعة هايدن لسنة 172 المكونة من ست رباعيات مصنف رقم 20 التي تعرف برباعيات الشمس لأن النسخة الأولى عليها شمس على الغلاف. نادرا ما سمى هايدن أعماله لكنهم مالوا لالتقاط الأسماء المستعارة. كان في «رباعيات الشمس» التي لأول مرة، بدأ يعامل كل الأربع آلات تقريبا بالتساوي بدلا من الصولو المصاحب للكمان الأول. كان هنا أيضا أنه طالب بمستوى عالي من الكونترابنط للأسلوب الكلاسيكي وراء الكتابة الكونترابنطية هنا وهناك خلال العمل، ثلاثة من ست رباعيات لها خاتمة فوجة.
عنصر آخر من هذه الرباعيات وكثير من موسيقى هايدن في هذه الفترة يتعلق بالتعبير. مثل الكثير من الفنانين الألمان لذلك العصر تأثر بالحركة المعروفة باسم العاصفة والتأكيد. قادها المؤلف المسرحي والشاعر العظيم غوته كان هذا تأكيد على الحياة العاطفية الإنسانية في كل غموضها وتعقيدها بالتعارض مع العقلانية الباردة للتنوير. في التطبيق أنتجت الحركة تعبير عالي وذاتية في الفنون بقول آخر حركة العاصفة والتأكيد كانت إشارة للحساسية الرومانسية المزدهرة في منتصف الفترة الكلاسيكية.
في حين ظل هايدن في داخله كلاسيكي كان في نضجه يجسد أيضا بعض القدرة التعبيرية للعاصفة والتأكيد مع عدم السماح بترك الأساس الكونترابنطي الذي نسميه أساسا في هذه الأيام الأسلوب المتعلم. هذه العناصر الثلاثة التي تتوازن رغم التناقضات الظاهرية التي ساعدته على تجاوز الركوكو.

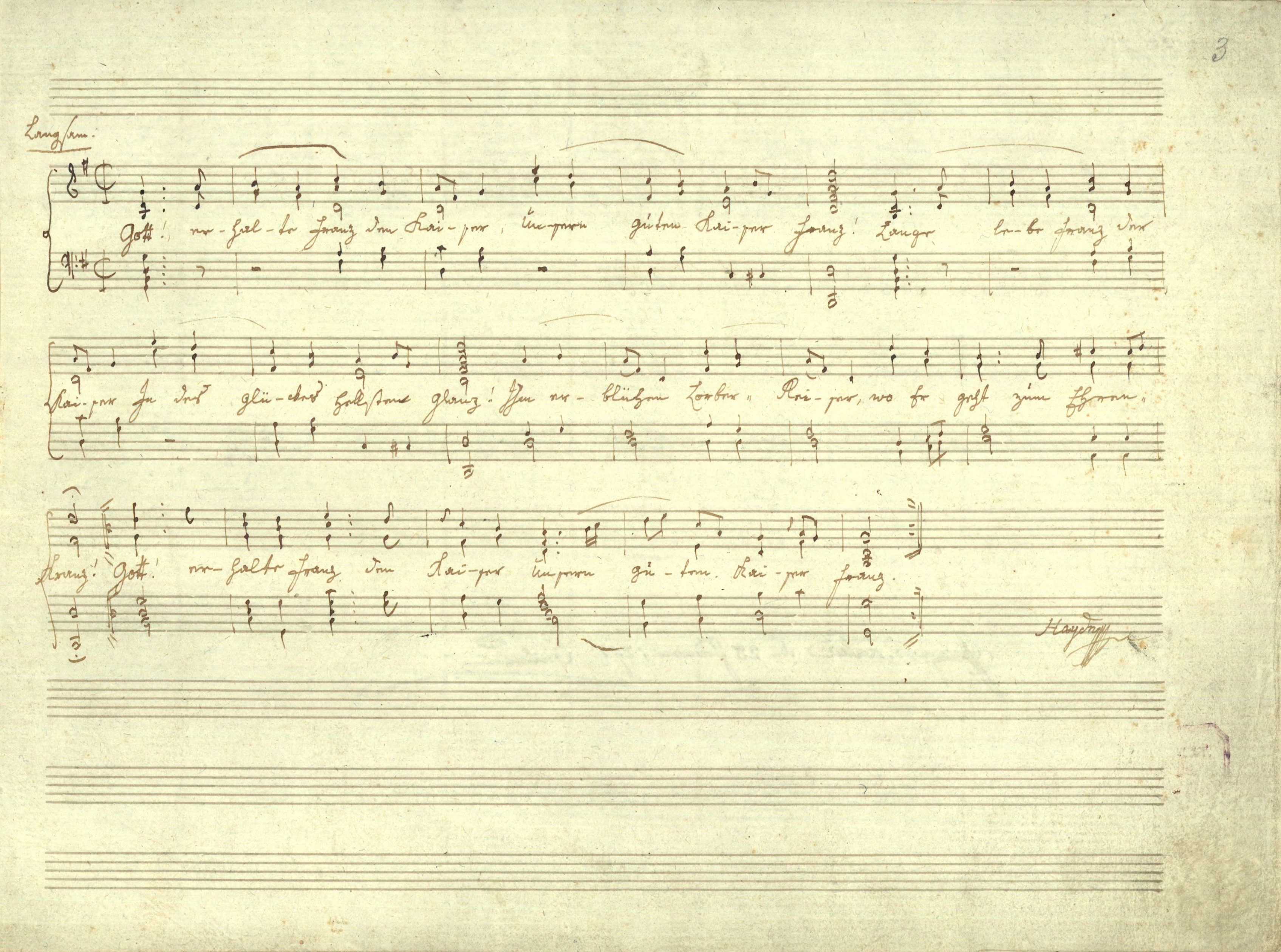
النسخة الأصلية من "فليحفظ الله الإمبراطور فرانسيس" بيد هايدن.

من الرباعيات الوترية المعروفة باسم الشمس أوصى بسماع الرباعية رقم 4 مصنف رقم 20 التي تتميز بالحركة الأولى الجادة والانطوائية بشكل غير معتاد والألحان الغجرية في المنويت والخاتمة كما معتاد في رباعيته المنويت هنا هي الحركة الثانية بدلا من الثالثة. في هذه وكل الحركات الأولى لرباعيات الشمس، اقترب هايدن من التطور الكامل من شكل السوناتا مع استثناء واحد هام: معظم حركات قالب السوناتا تتكون من لحن واحد حقا، اللحن الثاني وهو تنويع على اللحن الافتتاحي في مقام جديد. فقط لاحقا ربما تحت تأثير موتسارت بدأ في استخدام الالحان الثانية الأكثر تحديدا. من المذهل مع هذا كم التنوع حتى في حركة تتكون من لحن واحد.
الرباعيات في مصنف 33 لسنة 1781 احيانا تعرف بالرباعيات الوترية الروسية لها أثر أكبر من مصنف 20. خلال أشهر من تأليفها نشرت وعرضت حول أوروبا صارت نماذج اولى للرباعيات الوترية الكلاسيكية ولها أثرا هاما بشكل خاص على موتسارت. وصف هايدن هذه النموذج بأنها «كتبت بطريقة جديدة وخاصة». على الأرجح تعني تعادل أكثر تطورا من الأربع آلات ومنطق لحني عالي الألحان تتكون من العناصر اللحنية المتقابلة المقسمة إلى قسم التفاعل ثم أعيد تجميعها في قسم إعادة العرض. عكس موتسارت الذي كان يقوم بإعادة العرض حرفيا كان يميل هايدن لتغيير وتطوير ألحانه خلال الحركة. في حين قد تكون ألحانه أقل تميزا من ألحان موتسارت يحصل على المزيد منها.
من الرباعيات الروسية تبدأ بمصنف 33 رقم 2 في مقام مي بيمول التي تعرف باسم «الدعابة». جعل الحركة الأولى تعتمد على الحركة الأولى على مجموعة الافكار سمعت في أول أربعة مازوارت وجعل التفاعل كونترابنطي بشدة. مثلما في كل هذه الرباعيات الوترية حركة المنويت تأتي في المرتبة الثانية وتعرف باسم الاسكرتزو بالتالي اسم آخر شائع للمجموعة هو الدعابات. وقد يكون هذا الوصف مثير للربكة رغم أن هايدن بالفعل الاسكرتزو الذي له إيقاع سريع اخذه بيتهوفن كان في الرباعيات اللاحقة. هنا حركات الاسكرتزو ما زالت منيوت ربما أسرع قليلا من المعتاد لكن اكتساب أسمهم بمزاحهم الخفيف. الرباعية الثانية (الدعابة) حصلت بالفعل على عنوانها من الحركة الأخيرة التي لا تملك أقل من خمس نهايات خاطئة تفصلها وقفات ربما للإمساك بالناس يثرثرون في الجمهور قبل النهاية الفعلية لحد ما. أيضا جاف في التأثير بعض الجليساندو للكمان في الاسكرتزو أحد السمات الساخرة المتنوعة لهايدن.
ربما قمة إنجازات هايدن في الرباعة الوترية هي مجموعة من ستة مصنف 76 تعرف باسم «إردودي» على اسم من أهداها إليها. الرباعية رقم 2 في مقام ري الصغير تبرز وسط أعظم الرباعيات في كل العصور كنموذج من البناء المحكم ورائعة تتميز بالتنوع التعبيري. تعرف بالخماسيات من اللحن الافتتاحي القائم على ذلك الفاصل. الحركة الأولى جادة وكثيفة في النغمة لحن الفاصل الخامس كلي الوجود والتطوير بوليفوني بعبقرية. بعد حركة بطيئة مقابلة تتميز بالخفة والرشاقة النسبية يبتكر هايدن أحد أكثر حركات المويت جرأة. وهو اتباع من جزئين يتكون من أوكتيف شيطاني في النبرة يعرف باسم «منويت الساحرات». الحركة الأخيرة سريعة وخفيفة لكن تبدأ بشكل غير معتاد في السلم الصغير قبل التحول اخيرا من الكئابة بالاتجاه للسلم الكبير.
الرباعية رقم 5 مصنف رقم 76 في مقام ري الكبير يطلق عليها اسم رباعية لارجو حيث ان الحركة البطيئة كشكل تقريبا نصف المقطوعة هذه تضم بعض أبرع الكتابة اللحنية المستمرة التي تكاد تصل إلى الفترة الأخيرة من أعمال بيتهوفن في عمقها التاملي. العكس حركة أولى دافئة مع إيقاع متمايل ومنويت مرح والحركة الأخيرة الدائرة المزاجية التي تبدأ بسلسلة من الكادنزة الختامية كانها تبدأ من النهاية.

### الكونشرتات
هايدن عازف ماهر لكنه كما وصف نفسه «ليس ساحر» على الكلافيير والكمان. ربما لذلك السبب لا يضع الأهمية في كونشرتاته التي فعلها المؤلف/الصولو، كانت الكونشرتات جزءا هاما من حياة العازفين الماهرين مثل موتسارت وبيتهفون وامل الحصول على أجر يميل لإلهام الفنانين. فقط 2 من 12 كونشرتات هايدن صارت مالوفة والكونشترو الاساسي غريبا – كونشرتو الترومبت المعتاد في ذلك الوقت لم يكن به صمامات كان مثل النفير مع مجال محدود من النغمات. اسلوب الترومبت في عصر باخ الذي حقق نغمات أكثر بعزف نغمة عالية جدا انقرض. كتب هايدن كونشرتو الترومبت لآلة مع مفاتيح مثل الساكسفون اللاحق حيث منحها مجالا كاملا من النغمات. لسبب ما هذا ألهم هايدن كتابة بعض أبرع الحان مشواره الفني. الكونشرتو الآخر المعروف هو التشيللو والاوركسترا في مقام ري الكبير مصنف رقم 101، كان به حركتين يتميزان بالسحر الرقيق والخاتمة مبهجة حيث يظهر هايدن في تياره الشعبي.

### السيمفونيات
تطور سيمفونيات هايدن ضاهى رباعياته الوترية بدءا من الرشاقة ونهاية بالحرفية التي لا تضاهى وأسلوب يقترب من عمق بيتهوفن. جزء من شرح سبب كتابة هايدن لنحو 108 سيمفونية لموتسارت و9 لبيتهوفن لمعظم المشوار الفني لهايدن ما زالت السيمفونية شكل خفيف نسبيا وهي شكل أعلى من الديفرتمنتو لكن بعيدا عن العمل الجبار الذي جعله بيتهوفن منها (وموتسارت اقترب منها في آخر 3 له). كان النوع ببساطة أقل طموحا لهايدن مما للمؤلفين لاحقا ما زال هذا لا يجعل من أفضل سيمفونياته أعمالا اتفه لكنها فقط أخف.
الأشهر ضمن سيمفونياته الأولى هي أرقام 6 و7 و8 من 1761 على التوالي تعرف بأسماء الصباح والظهيرة والمساء. هذه من الواضح سماها الأمير بول إسترهازي رغم أن الموسيقى بالتأكيد حصلت على العناوين رقم 6 مثلا تبدأ باستحضار سطوع الشمس. كل الثلاثة مليئة بسحر الركوكو والجمال وكتبت بطريقة صولو تذكر بالكونشرتو جروسو للباروك.
عمل مفضل لوقت طويل هو سيمفونية الوداع لسنة 1772 – رقم 45 في مقام فا دييز الصغير لأوركسترا الفترة الأولى الكلاسيكية لأوركسترا يتكون من التي أوبوا وآلتي هورن والوتريات. المادة هنا مباشرة رغم أنه في الحركة الأولى هايدن يتخذ الخطوة غير المالوفة في تقديم لحن جديد في قسم التفاعل. بعد الأداجيو الخفيف والمنويت الفكاهي أنتج هايدن أحد دعاباته الشهيرة الذي منح السيمفونية اسمها: قرب النهاية ينصرف الموسيقيون واحد تلو الآخر تاركين فقط آلتي كمان لعزف الفقرة الأخيرة. الأسطورة تقول أن هذا كان تذكرة للأمر أنه حان الوقت لعطلة الموسيقيين وأنه فهم التلميح.
اثنان من السيمفونيات المتوسطة برزت. السيمفونية رقم 48 في مقام دو الكبير البراقة والاحتفالية من 1769 أخذت العنوان «ماريا تريزا» لأنه معتقد أنها مكتوبة لزيارة قامت بها تلك الإمبراطورة لإسترهيز. قد تكون عزفت أثناء زيارتها التي تضمنت أوبرا لهايدن وحفل مع هايدن وأوركستراه ارتدوا زي صيني يعزف في المنصة الصينية. بالعكس من نفس العام جاءت رقم 49 المعروفة بالعاطفة بسبب نغمتها الكئيبة والتعبيرية وهي مثال مبكر للعاصفة والتأكيد في هايدن. كل حركة في نفس المقام فا الصغير الحالات النفسية مما هو المزاج الدائم إلى ما هو المزاج الملح وعصبي – ليس بابا هايدن المتفاعل المشرق لكن المؤثر مع ذلك.
كما شاهدنا نهاية مشواره السيمفوني جاءت مع 12 سيمفونية لندن لسنوات 1791 – 1794، أرقام (93 – 104)، المعروفة أيضا باسم سيمفونيات سالومن: العديد من هذه اكتسبت أسماءها المستعارة عادة تعتمد على سمة ما في المقطوعة. أشهرها تعرف باسم «المفاجأة» من التآلف الذي يصل بلحن صغير في الحركة الثانية. رغم أن هايدن قد يكون قدم مداعبة أن هذا الأثر يقصد به إيقاظ السيدات، كان مصمم أصلا لإيقاظ لندن لحضوره بأثر يلفت الانتباه وأدى الخدعة. السيمفونية العسكرية المبهجة بالكامل رقم 100 تضم آلات الصنوج والمثلث والطبول فرضا تحمل دلالة عسكرية. سيمفونية الساعة رقم 101 حصلت على اسمها من المصاحبة الكوميدية للباصون التي تصدر صوت تيك توك في الحركة البطيئة.
لخص هايدن ما عرفه عن السيمفونية بعمله الأخير رقم 104 بعنوان سيمفونية لندن وهو عمل عظيم مع لمسة ريفية في الحركة الأخيرة. كما اكتشف بيلا بارتوك بعد سنوات كثيرة تعتمد على الأغنية الشعبية المجرية. هذا التواصل السريع في السهول لكن التقدم هو السمة المميزة لهايدن.

### الأعمال الدينية
من الأعمال الدينية من نهاية مشوار هايدن الفني سأقترح عملين. كما الحال مع أوبراته التي لم تحيَّ بنجاح أبدا، العصر شكل حواجز على الموسيقى الدينية. روح العصر ربما كانت دنيوية أكثر مما يجب وغير مدعية لتبني إما الأوبرا الجادة من المقام الأول أو الموسيقى الدينية العميقة - نبرة وإيقاع الأسلوب الكلاسيكي ككل هي هخاصة بالأوبرا كوميك - خفيفة وضاجة وغالبا ساحرة مليئة بالتناقضات.
مع ذلك تغلب هايدن على كثير من هذه الحدود في موسيقاه الدينية. لم تشبه موسيقى هاندل الدينية لكن في أفضلها ما زلنا نجد شيء من الأسلوب الرفيع لهايدن. قداس في زمن الحرب سنة 1796 - 97 أحد الست قداسات التي كلفه بها الأمير نيكولاوس تمثل الموسيقى الدينية الكلاسيكية في أسلوبها الأوبرالي. هذا ملحوظ بشكل خاص في الأعمال الصولو والفرق الموسيقية الغنائية الصغيرة التي تكون مؤثرة وفعالة بانسجام بدءا من الصولو السوبرانو المحلق المبهج. ملحوظ استخدام اللون الأوركسترالي لرسم وتفسير الكلمات مثلما مع التمباني البغيض الذي يرمز إلى الأجنوس دي والصلاة من اجل السلام. النمسا وفرنسا كانا يتصارعان في هذا الوقت ومعنى الطبول واضح للسامعين.
"الخلق سنة 1798 أكثر أوبرالية في التناول. إنه عمل كبير له أمجاد عديدة وخطايا واضحة. يمكن لهايدن كتابة آريات رائعة ورسيتاتيف وموسيقى أوركسترالية لم يكن دوما في أفضل حالاته في الكورس ومثل هاندل أحيانا سقط ضحية رسم لنص ساذج بما في ذلك زئير الأسد في «الخلق». امجاد هذا العمل تبدأ في البداية مع الوصف الشهير للفوضى. أي مؤلف سيسحب كل الوقفات لهذه المهمة مع استخدام كل خدعة آلية تحت أمره وأكثر هارمونيات مزعجة سيحمله الأسلوب. ما يذهل الآذان الحديثة في نسخة هايدن للفوضى تجدد هائل في الصوت مع تفادي معظم الأعمال الهارمونية واللحنية المألوفة. كأن هايدن يهدف للاقتراب من فاجنر وفعل ذلك بشكل مدهش. الذروة هي تآلف هائل في مقام دو الكبير حيث تعلن الجوقة "ويوجد ضوء" هي لحظة تحرك الروح لم يملك فاجنر البراعة في تحقيقها.
«الخلق» أصبح أقل في العرض منذ نجاح عقوده الأولى لكنه يظل رائعة محبوبة من برنامج حفلات الأعمال الكورالية. الظهور الأخير أمام الجمهور من حياة هايدن كان سنة 1808 حين أصبح أثناء المقطوعة عاطفي جدا حتى أنهم حملوه خارج القاعة في مقعد. أثناء مغادرته بيتهوفن الذي كان طالبه في وقت ما نهض ليقبل يديه وجبهته، توقف هايدن عند الباب ليرفع يده في التحية الأخيرة للجمهور ولحياته في الموسيقى.
بالتالي بابا هايدن أكثر شخص مألوف من الموسيقيين العظماء أكثر شخص غير مدعي، الواحد الذي بدا كأنه يمسك بيدنا كأنه واحد منا. إنجازه لم يكن أقل إبهارا لتواضع صوته ولا كان أسلوبه أقل ثورية. في رسالة كتبها قرب نهاية حياته الطويلة المنتجة المحظوظة كتب اعترافا فنيا مثيرا للإعجاب:
"غالبا كما ناضلنا مع عقبات من كل نوع مقابل أعمالي – غالبا مع تراجع قدراتي العقلية والبدنية ومواجهتي الصعوبات في الحفاظ على مساري المختار – همس صوت داخلي لي: "ثمة القليل جدا من الناس السعداء والمحظوظين هنا – البعض لديه كل مصادر الرعاية المتوفرة وبعضهم يطارده الأسى – ربما قد يكون عملك أحد الأيام مصدر للناس الذين يثقلهم القلق ويشعرون بعبء المشاكل يشتقون منه عدة لحظات من الراحة والتسلية. هذا إذن دافع قوي للمثابرة وهذي سبب يمكن الآن النظر للخلف بشعور عميق من الرضا على ما حققته".

## هوامش
1. ↑  "Haydn, Franz Joseph". Biographisches Lexikon des Kaiserthums Oesterreich (بالألمانية). 8: 108. 1856. QID:Q88742232.
2. ↑  MusicBrainz (بالإنجليزية), MetaBrainz Foundation, QID:Q14005
3. 1 2 3 4 5 6 7 8 9 10  The Vintage Guide to Classical Music by Jan Swafford

## روابط خارجية
- جوزيف هايدن على موقع IMDb (الإنجليزية)
- جوزيف هايدن على موقع الموسوعة البريطانية (الإنجليزية)
- جوزيف هايدن على موقع ميوزك برينز (الإنجليزية)
- جوزيف هايدن على موقع قاعدة بيانات برودواي على الإنترنت (الإنجليزية)
- جوزيف هايدن على موقع قاعدة بيانات برودواي على الإنترنت (الإنجليزية)
- جوزيف هايدن على موقع قاعدة بيانات الأفلام السويدية (السويدية)
- جوزيف هايدن على موقع إن إن دي بي (الإنجليزية)
- جوزيف هايدن على موقع أول ميوزيك (الإنجليزية)
- جوزيف هايدن على موقع ديسكوغز (الإنجليزية)
- جوزيف هايدن على موقع قاعدة بيانات الفيلم (الإنجليزية)